# Fabián Marulanda López
Fabián Marulanda López es un prelado colombiano de la Iglesia católica nacido el 27 de diciembre de 1933 en Marulanda (Caldas), Colombia.

## Biografía

### Formación y vida sacerdotal
Realizó sus estudios de bachillerato, Filosofía y Teología en el Seminario de Ibagué. Hizo estudios de especialización en Catequesis y Pastoral en el Instituto Catequístico de la Universidad Católica de Santiago de Chile, en la Pontificia Universidad Javeriana de Bogotá y en el Instituto Católico de París (Francia). Adelantó también estudios de Sociología Pastoral en el CISIC de Roma (Italia).
Fue ordenado sacerdote en Ibagué el 20 de noviembre de 1960. Posteriormente ocupó los cargos de Director Diocesano de Pastoral y de Catequesis, párroco de San José Obrero en Ibagué, profesor del Colegio Tolimense, profesor del Seminario Mayor de Ibagué, fundador y primer párroco de la Parroquia de San Judas Tadeo en Ibagué, vicario episcopal de Pastoral de esa Arquidiócesis y vicario episcopal para atender las necesidades de la zona norte del Tolima con motivo de la tragedia de Armero.
El 15 de julio de 1986 fue nombrado obispo auxiliar de la Arquidiócesis de Ibagué y obispo titular de Pederodiana. El 15 de agosto de ese mismo año se consagró como obispo. Posteriormente, el 22 de diciembre de 1989 fue nombrado Obispo de Florencia (Caquetá) por el papa Juan Pablo II, hasta cuando dimitió el 19 de julio de 2002.

### Obispo de Florencia
Durante su labor a cargo de la Diócesis de Florencia, organizó el Movimiento Encuentro Matrimonial, fundó el Centro de Pastoral Familiar de Florencia (Caquetá), gestionó la adquisición de un nuevo equipo de transmisión para la Emisora Diocesana, creó la Oficina de Comunicaciones de la Diócesis y ordenó los primeros diáconos permanentes.
Desde 2002 y hasta 2009 se desempeñó como Secretario General de la Conferencia Episcopal Colombiana. En diciembre de 2010 celebró en Florencia sus bodas de oro sacerdotales, como obispo emérito de esta Diócesis.